# Thela
Thela (en latín), Ocla (en griego: Οκλα, romanización: Okla), Oklan (según el cronista Juan Antioqueno) o también Tela, fue un noble bárbaro de finales del siglo V, hijo del oficial del Imperio romano de Occidente y luego rey, Odoacro (r. 476-493) y probablemente de Sunigilda. 

## Biografía

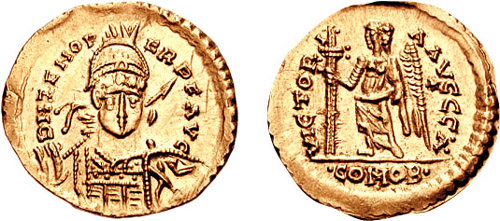
Sólido bizantino de su padre, Odoacro en nombre del emperador Zenón. Esta moneda atestigua la sumisión formal de Odoacro a Zenón.

En 476, su padre, el hérulo Odoacro, había depuesto al emperador del Imperio romano de Occidente Rómulo Augústulo, que no había sido reconocido en Oriente. Odoacro, proclamándose rey de Italia (rex Italiae), manda las insignias imperiales, como señal de reconocimiento, al emperador romano de Oriente, Zenón, contestándole éste, que se las enviase al reconocido legítimo emperador de Occidente Julio Nepote.
Tras la muerte de Nepote en 480 en el exilio de Dalmacia, Odoacro gobernó oficialmente Italia como gobernador del emperador Zenón, aunque, de facto, de forma independiente. No obstante, Odoacro acuñó monedas de oro a nombre del emperador Zenón.
Cuando Zenón se pudo liberar de algunos de sus problemas, en el 488 envió una fuerza ostrogoda al mando de Teodorico para desautorizar a Odoacro y restablecer su dominio imperial efectivo. El acorralado Odoacro dio ahora el paso a una usurpación abierta: incluso antes de la batalla del Adda (11 de agosto de 490), elevó a Thela al título de césar en Roma, sin autorización de Constantinopla, lo que equivalía a una declaración de independencia.
Con el asedio y rendición de Rávena en febrero de 493, Thela fue entregada a los ostrogodos de Teodorico como rehén. Permaneció con él hasta el asesinato de su padre ese mismo año por el propio Teodorico. Thela fue desterrada a la Galia. De allí, escapó y regresó a Italia, donde fue asesinado poco después.